# 今夜は芸人が超本気!最強デュエット歌合戦
今夜は芸人が超本気!最強デュエット歌合戦（こんやはげいにんがちょうほんき さいきょうデュエットうたがっせん）は、日本テレビでモクスペ枠で放送されていた歌番組である。

## 放送日
- 第1回：2007年8月30日
- 第2回：2007年11月22日
- 第3回：2008年3月13日
- 第4回：2008年7月17日

## 内容
- お笑い芸人がペアとなって他人の歌を披露、上手さを競う。雨上がり決死隊がそれぞれチームキャプテンになってカラオケバトルをし、得点の高いチームが優勝である。

## 出演
司会
- 宮本隆治
- ベッキー

チームキャプテン
- 宮迫博之（雨上がり決死隊）
- 蛍原徹（雨上がり決死隊）

## スタッフ
2回目のみ表示
- ナレーター：根岸朗
- 構成：田中大祐、石井裕之、石坂伸太郎、小幡真弘
- TM（テクニカルマネージャー）：檜山忠
- SW：千葉明律
- CAM：中村純
- MIX：平川圭史
- AUD：高木嘉弥【第2回】
- VE：船山道夫【第2回】、徳永一馬【第3回】
- LD：伊藤幸博
- ムービング：葛西和仁【第3回】
- 技術協力：池田屋、TAMCO、テクノマックス、The TUBE、マックスプロジェクト
- 美術プロデューサー：木村文洋
- デザイナー：野口陽介
- 美術進行：横山勇
- 大道具：葛西剛太
- 電飾：福田隆正【第2回】、山口紗織【第3回】
- アクリル装飾：中井丈晴【第2回】、大竹由里子【第3回】
- 小道具：高野正義
- 持道具：佐々木ちほ【第2回】、市村真希【第3回】
- 衣裳：佐藤和代
- ヘア&メイク：武部千里
- 視覚効果：中山信男
- モニター：持田史武【第2回】、西脇正則【第3回】
- アートフレーム：永濱大作
- 美術協力：フジアール
- 編集：加福大
- MA：赤川淳
- TK：伊藤梓見
- 音効：278（矢部公英、小田切暁）
- タイトルデザイン：安居院一展（アバッシュ）
- CG：グレートインターナショナル
- 協力：第一興商、Venus Tone、USボーカル教室、佐久間浩之（DorD）
- 広報：立柗典子
- 調査：向笠啓祐
- デスク：奥山知美
- AD：村上誠一郎
  - 【第2回】：飯塚祐里
  - 【第3回】：大矢啓太、國分道徳、中西準
- AP：黒崎則子、中尾佐知子
- 制作進行：水島ひろみ
- ディレクター：岡本光弘、目黒隆志、四戸美穂
  - 【第2回】：森田篤
  - 【第3回】：川名良和
- 演出：鈴木守、柳ケンショウ
- プロデューサー：寺本俊司、古殿香織、松本光司、神尾育代 ／ 磯野太（NTV）
- 制作協力：社員
- 製作著作：日テレ

## 視聴率
第1回：14.0%
第2回：14.0%
第3回：10.9%
第4回：7.9%